# مکل (آلمان)
مکل (به آلمانی: Meckel) یک شهر در آلمان است که در بیتبورگ-پروم واقع شده‌است.